# Yoanka González
Yoanka González Pérez (ur. 9 stycznia 1976 w Villa Clara) – kubańska kolarka torowa, wicemistrzyni olimpijska i dwukrotna medalistka mistrzostw świata.

## Kariera
Trzykrotnie występowała w igrzyskach olimpijskich (2000, 2004, 2008). W 2008 roku w Pekinie zdobyła srebrny medal w wyścigu punktowym, a cztery lata wcześniej w Atenach zajęła 10. miejsce. W Sydney (2000) nie ukończyła wyścigu na szosie ze startu wspólnego. Mistrzyni świata w scratchu w 2004 roku i brązowa medalistka w wyścigu punktowym rok wcześniej. Zwyciężczyni Pucharu Świata w wyścigu punktowym w sezonie 2006/2007.
Mistrzyni igrzysk panamerykańskich w wyścigu szosowym (2003) i wyścigu punktowym (2007).